# Zeribet el Oued
Zeribet el Oued är en ort i Algeriet.   Den ligger i provinsen Biskra, i den norra delen av landet, 400 km sydost om huvudstaden Alger. Zeribet el Oued ligger 47 meter över havet och antalet invånare är 23 187.
Terrängen runt Zeribet el Oued är platt, och sluttar söderut. Runt Zeribet el Oued är det ganska glesbefolkat, med 34 invånare per kvadratkilometer. Trakten runt Zeribet el Oued är ofruktbar med lite eller ingen växtlighet.